# Oracle Challenger Series – Houston 2019/Damen/Qualifikation
Dieser Artikel zeigt die Ergebnisse der Qualifikationsrunden für die Oracle Challenger Series – Houston 2019 des Damentennis. Insgesamt nahmen 4 Spielerinnen im Einzel an der Qualifikation teil.

## Einzel

### Setzliste
| Nr. | Spielerin    | Erreichte Runde     |
| --- | ------------ | ------------------- |
| 01. | Alexa Glatch | Qualifikationsrunde |

Zeichenerklärung
- Q = Qualifikant
- WC = Wildcard
- LL = Lucky Loser
- ITF = qualifiziert über ITF-Ranking
- ALT = alternate (Ersatz)
- PR = Protected Ranking
- SE = Special Exempt
- r = retired (Aufgabe)
- d = Disqualifikation
- w.o. = walkover
- [ ] = Match-Tie-Break

### Ergebnisse
|  | Qualifikationsrunde |                  |   |   |   |
|  |                     |                  |   |   |   |
|  | 1 WC                | Alexa Glatch     | 4 | 3 |   |
|  | WC                  | Catherine Bellis | 6 | 6 |   |
|  |                     |                  |   |   |   |
|  |                     | Sophie Chang     | 6 | 3 | 6 |
|  |                     | Kayla Day        | 3 | 6 | 3 |